# Moline (Illinois)
Moline es una ciudad ubicada en el condado de Rock Island en el estado estadounidense de Illinois. En el Censo de 2010 tenía una población de 43483 habitantes y una densidad poblacional de 1.007,86 personas por km².

## Geografía
Moline se encuentra ubicada en las coordenadas 41°28′57″N 90°29′37″O / 41.48250, -90.49361. Según la Oficina del Censo de los Estados Unidos, Moline tiene una superficie total de 43.14 km², de la cual 42.55 km² corresponden a tierra firme y (1.39%) 0.6 km² es agua.

## Demografía
Según el censo de 2010, había 43.483 personas residiendo en Moline. La densidad de población era de 1.007,86 hab./km². De los 43483 habitantes, Moline estaba compuesto por el 83.03% blancos, el 5.18% eran afroamericanos, el 0.26% eran amerindios, el 2.38% eran asiáticos, el 0.02% eran isleños del Pacífico, el 5.87% eran de otras razas y el 3.26% pertenecían a dos o más razas. Del total de la población el 15.56% eran hispanos o latinos de cualquier raza.

## Hijos ilustres
En Moline nació el artista e ilustrador Richard Sargent.